# Schloss Aiguines

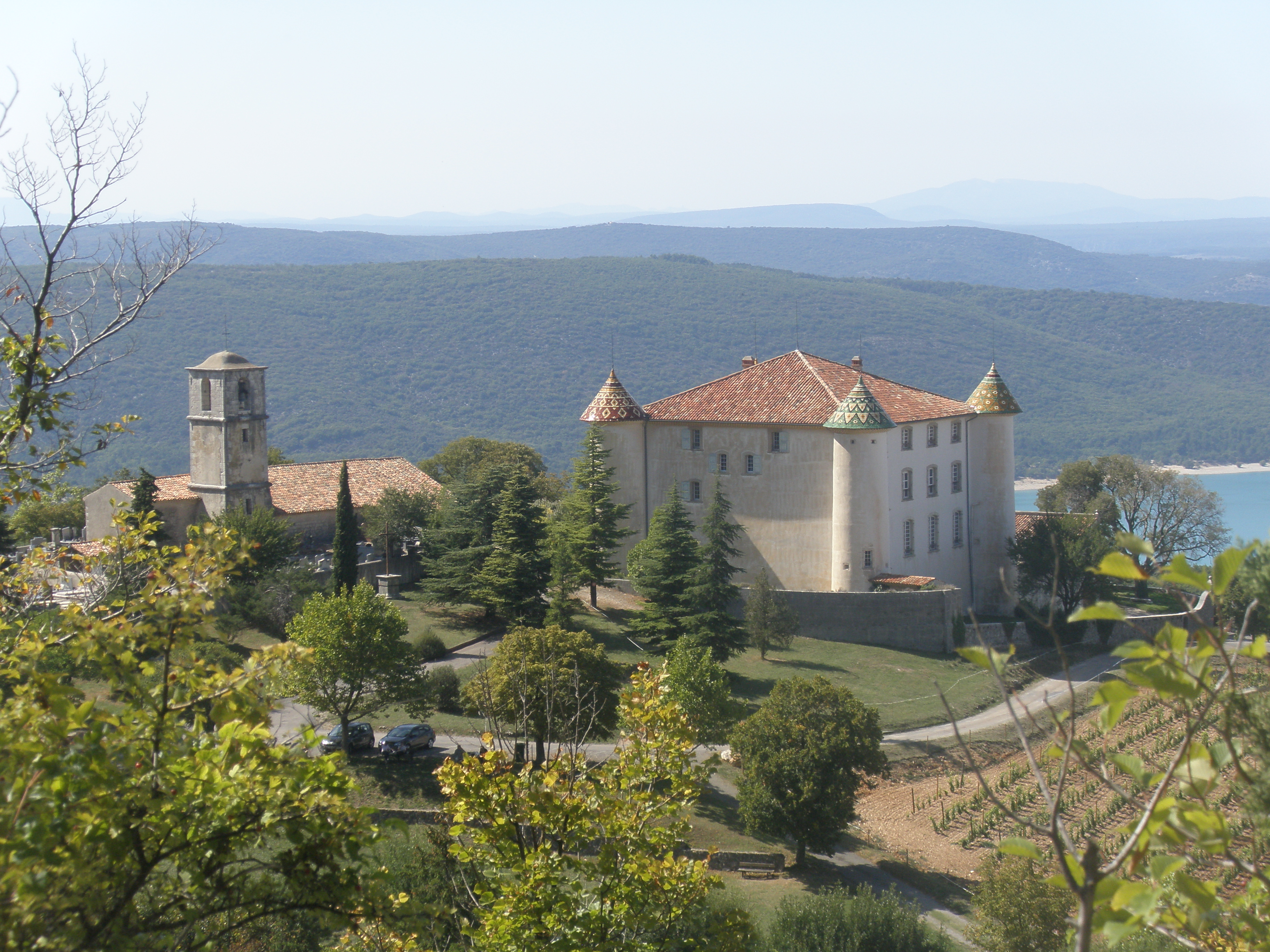
Schloss Aiguines, Ansicht von Nordosten

Das Schloss Aiguines ist eine Schlossanlage im Stil der Renaissance am Rand der provenzalischen Ortschaft Aiguines in der französischen Region Provence-Alpes-Côte d’Azur. Sie befindet sich in Privatbesitz und kann nicht besichtigt werden. In unmittelbarer Nähe steht südöstlich davon die Kirche Saint-Jean. Das Schloss ist seit 1993 als Monument historique denkmalgeschützt. Einige Teile seiner Innenausstattung stehen schon seit dem Jahr 1947 unter Denkmalschutz.

## Geschichte
Schon im Mittelalter ist für den Ort eine Burg überliefert, die mit „castrum de Aquina“ bezeichnet wurde. Im 11. Jahrhundert gehörten Burg und Ort zum Besitz der Abtei Saint-Victor de Marseille. Später war die Anlage Mittelpunkt einer eigenständigen Seigneurie, die nacheinander in den Händen der Familien Baux, Sabran und Gauthier war. César de Sabran lebte lieber auf Schloss Chantereine und verkaufte seine Rechte an Aiguines, weil er keine Nachkommen hatte, an Joseph de Gautier.
Dessen Nachfahr Balthazar de Gauthier ließ die aus dem 13. Jahrhundert stammende Anlage im Jahr 1606 zu einem Schloss im Stil der Renaissance umgestalten, der aber immer noch ihre mittelalterlichen Wurzeln anzumerken waren. Ende des Jahrhunderts waren die Zeiten friedlicher geworden, und Balthazars Nachfahren ließen die nutzlos gewordenen Gräben verfüllen sowie Fensteröffnungen in die Außenmauern der Anlage brechen. Ab 1720 folgten weitere Veränderungen, indem dem Schlossbau Nebengebäude angefügt wurden und ein Teil des Schlossgeländes zu einer 1,5 Hektar großen Esplanade umgestaltet wurde. Zur etwa selben Zeit legte der damalige Eigentümer Joseph de Gauthier terrassierte Gärten im italienischen Stil an. Die Arbeiten waren ausweislich einer in Stein gemeißelten Jahreszahl 1743 beendet.
Während der Französischen Revolution wurde das Schloss konfisziert und zu Nationaleigentum erklärt. Dieses erwarb 1815 der Herzog von Blacas. Von seinen Nachfahren kam es an die Familie de Foresta, die das rund 20 Hektar große Anwesen 1989 veräußerte. Die neuen Eigentümer ließen es drei Jahre lang restaurieren. 2011 kaufte der französische Ex-Fußballspieler Francis Camerini das Schloss. Seit Ende August 2017 steht es für 16 Millionen Euro zum Verkauf.

## Beschreibung

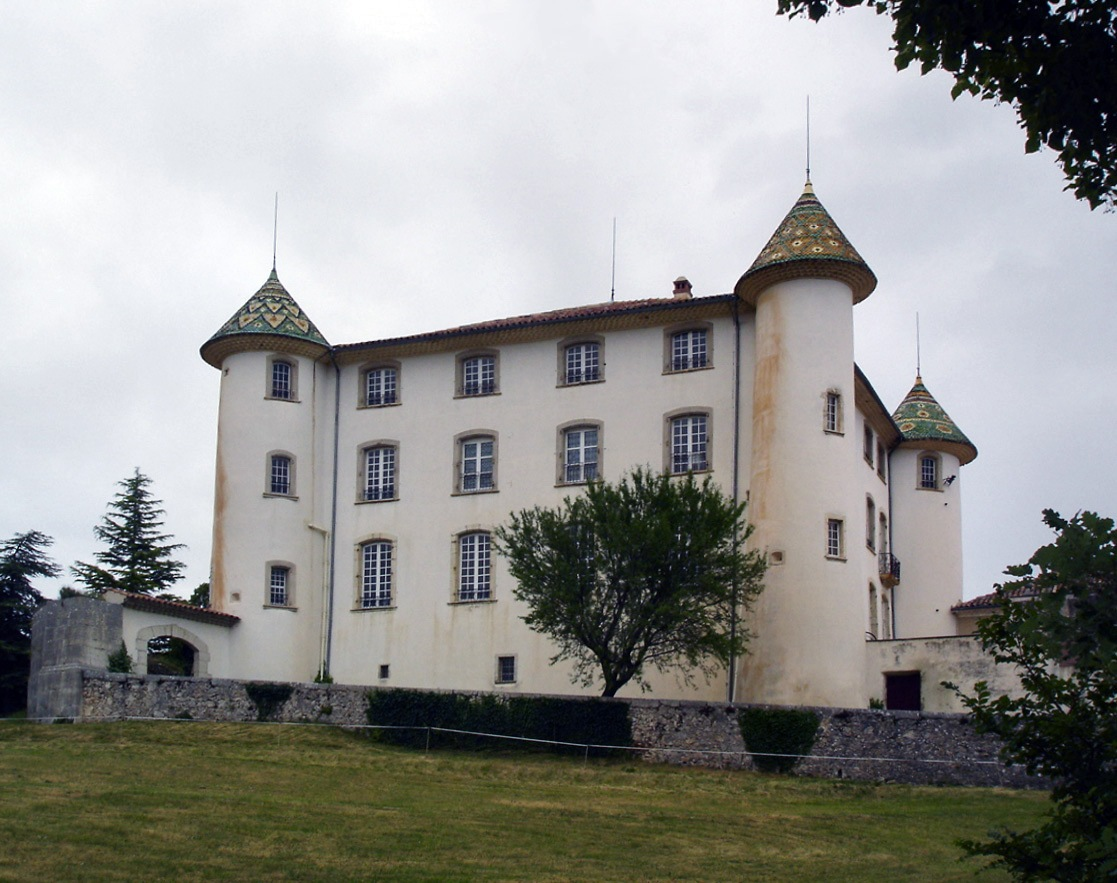
Ansicht des Schlosses von Nordwesten

Der mächtige Herrensitz besteht aus einem viereckigen Zentralbau mit einer Grundfläche von 3300 Quadratmetern. An seinen Ecken stehen vier Rundtürme, deren Kegeldächer mit bunten Dachziegeln gedeckt sind. Sein mit Laubwerk und Früchten verziertes Rundbogenportal ist von einem Giebel bekrönt und zeigt das Baujahr 1606.
Im Inneren des Schlosses ist ein Esszimmer erhalten, dessen Täfelung mit vergoldeten Stuckaturen aus dem 18. Jahrhundert verziert ist. Auch die große Innentreppe mit ihrem schmiedeeisernen Geländer stammt aus jener Zeit. Beide Teile stehen seit dem 27. Dezember 1947 unter Denkmalschutz.
Der Schlossgarten mit vier Brunnen (einer davon aus dem Jahr 1770) besteht aus drei Terrassen, in denen früher Parterres mit Buchsbaumbepflanzung, ein Obstgarten und eine Orangerie zu finden waren. Eine doppelläufige Treppenanlage führt von der mittleren Terrasse an der Westseite des Schlosses zur untersten Terrasse. Diese ist von einer Mauer eingefasst, deren westliche Ecken durch Rundtürme mit Kegeldächern markiert sind. Zur Schlossdomäne gehören auch Olivenbaum- und Weinpflanzungen.